# Villanueva (Santander)
Villanueva es un municipio colombiano situado sobre la cordillera oriental en la Provincia Guanentina del departamento de Santander, a 30 minutos de San Gil por carretera pavimentada. El viaje por vía terrestre desde Bucaramanga está demarcado por los múltiples sitios y paraderos turísticos. Para desplazarse al municipio hay que tomar la vía que de San Gil conduce a Barichara, desviando en el sitio conocido como El Choro.  

## Historia

### Antes de su fundación
Los indios guanes tenían rasgos muy particulares, según los describe Fray Pedro Simón, habitaron estos territorios antes de la llegada de los españoles, existiendo como evidencia de ello, entre otras cosas, varias pinturas en rocas del Espinal y Hatoviejo. Algunas veredas tienen nombres en honor a los antiguos caciques, entre ellos los caciques Guanentá, Macaregua, Butaregua, Tocaregua, Charalá, Lubigará, Chanchón, entre otros. De aquel pasado provienen varias costumbres que aún se desarrollan como lo es el consumo de la hormiga culona.
Después de fundar Vélez (primera población fundada en Santander), Martín Galeano hizo su entrada victoriosa a la tierra de los guanes el 21 de enero de 1540; en su recorrido Galeano sometió y dominó por la superioridad de las armas españolas a algunos de los caciques de lugar, pero al llegar a Macaregua se vio obligado a dejar el lugar y dirigirse al occidente, porque los indios se defendían valerosamente y, con actitud resuelta, dieron muerte al español Pedro Vázquez de Acuña.
En 1758 don Francisco Antonio Ferreira era alcalde provincial de San Gil. En la Barichara que fuera fundada por Francisco Pradilla y Ayerbe, en una finca llamada El Choro, los habitantes intentaron separar su territorio del de ese municipio, pero luego de la muerte de Don Francisco se apaciguó la situación.
En 1824 un párroco acompañado del gobernador de la provincia se dirigió hasta Macaregua con la intención de fundar la parroquia independiente de Barichara. De esa población se dirigieron al lugar con un jefe militar de la zona para estropear los planes de los vecinos de Macaregua, pero 10 años más tarde resolvieron construir una pequeña capilla junto a la casa de la hacienda El Hato, con su respectiva sacristía y su coro sobre la puerta de entrada. Sobre la antiquisíma puerta se encuentra una nota que dice "El 28 de mayo se concluyó la obra de este oratorio, en 1834"
Rondando los años 1900 se empieza formar un asentamiento de casas en el lote de  Aguablanca (actual casco urbano del municipio), desde este punto era más fácilmente llegar a Jordán, Carare, Guane, San Gil y Curití.

### Primer periodo de violencia y fundación
Antes de la fundación de Villanueva, existían en el lote Aguablanca nueve casas que fueron las que propiciaron su creación. En 1946 el conservador Mariano Ospina Pérez llegó al poder del país, pero en Barichara la totalidad de concejales eran liberales, lo que causó una época de violencia contra los conservadores. Entre los años 1947 a 1950 se vivió una época de violencia que fue la razón principal de la fundación. La población urbana de Barichara estaba dominada por liberales, mientras que la gente de los lados de la actual Villanueva era conservadora, y por el hecho de serlo eran humillados, amenazados, burlados y asesinados. Tras múltiples enfrentamientos de ambos partidos hubo más de 50 muertos entre liberales y conservadores.
Sólo hasta el 13 de octubre de 1947, después de tantos pleitos generados por las negativas del párroco de Barichara, y con el apoyo del juez eclesiástico, cura y vicario del Socorro, tras formarse un grupo aproximado de 500 personas, surgió el propósito decidido e irreversible de fundar la nueva población, escogiéndose como asiento el amplio lote de la escuela, que fuera comprado por el presbítero Antonio Vicente Arenas, con una extensión aproximada de cuatro hectáreas. Sus fundadores fueron don Luis Roberto Ballesteros Vesga, don Ciro Gómez Bautista y el párroco Carlos Quintero.
En 1949, con la llegada del primer párroco, Carlos Quintero, y con ayuda del hermano Dominico Fray Felipe Ballesteros y del albañil Resurrección Pineda, se trazó la principal avenida del casco urbano, actualmente la Carrera 14. Posteriormente fueron asesorados por un ingeniero de la Secretaría de Obras Públicas del departamento, y formaron una amplia plaza, ubicándose así el templo, la casa cural, la alcaldía y la escuela. 

#### Segundo periodo de Violencia
Entre los años 1963 a 1973 se desató una violencia familiar de venganzas, iniciando con el asesinato del joven Gustavo Vesga por temas de amores, pero luego de esto cuando se asesinaba al miembro de una familia, inmediatamente esta familia le respondía a la otra con otro asesinato, por venganza. Las muertes no tenían ni hora ni lugar y ocurrían en plazas públicas, carreteras, en el templo, lo que causó la emigración de algunos habitantes hacia pueblos vecinos por el miedo. También se formaron bandas de asaltantes y de robos, reinaba la impunidad y la Ley del silencio en donde nadie veía ni decía nada por el miedo, los sicarios no faltaron en esta época de violencia, personas que por un dinero se disponían a matar a sueldo. Se presentó una división del pueblo en dos bandos. Su periodo de pacificación fue progresiva y lenta con ayuda de párrocos, militares, con la fundación del Colegio Cooperativo y dando oportunidades económicas a los residentes.

## Gobierno
Desde su fundación, el 25 de marzo de 1948, y hasta su erección el 14 de mayo de 1967, fue clasificado como corregimiento, siendo el párroco Juvenal Giraldo uno de quienes puso gran empeño para su declaración como municipio. A partir de ese año los alcaldes fueron elegidos por diversas razones como el agradecimiento y la conveniencia, hasta el año 1988, en que fue escogido el primer alcalde por voto popular, siendo Nelson Gómez Quintero quien logró ocupar ese rol. Después de ese año todos los alcaldes han gobernado por 2, 3 y 4 años.
| N.º | Mandato   | Nombre                     | profesión          |
| --- | --------- | -------------------------- | ------------------ |
| 1   | 1988-1990 | Nelson Gómez Quintero      | Abogado y político |
| 2   | 1990-1992 | William Duarte             | Médico             |
| 3   | 1992-1994 | Luis Alfredo Fuente Arce   | Abogado            |
| 4   | 1995-1997 | José Luis Gómez Patiño     | Periodista         |
| 5   | 1998-2000 | Carlos Augusto Gómez       |                    |
| 6   | 2001-2003 | Álvaro Gualdron            | Abogado            |
| 7   | 2004-2007 | José Luis Gómez Patiño     | Periodista         |
| 8   | 2008-2011 | Luis José Jaimes Trillos   | Médico             |
| 9   | 2012-2015 | Antonio Fuentes Viviescas  | Agrónomo           |
| 10  | 2016-2019 | Lillyam Chaparro           | Docente            |
| 11  | 2020-2023 | José Alfredo Jiménez Barón | Ingeniero          |
| 12  | 2024-2027 | José Luis Gómez Mancilla   | Politólogo         |

## Ubicación
Desde Bucaramanga el acceso al municipio se hace a través de la Troncal Oriental en una distancia de 98 km hasta el municipio de San Gil. A partir de este y tomando la vía pavimentada que conduce hacia el municipio de Barichara, en el sitio denominado El Choro (kilómetro 15) parte una carretera de 5 km, pavimentada, y que conduce a la cabecera municipal de Villanueva.
El municipio cuenta con una red vial carreteable que permite una comunicación interveredal y que confluye en el área urbana del municipio; las vías del casco urbano se encuentran casi en su totalidad pavimentadas; se cuenta con comunicación directa con Barichara por una vía totalmente pavimentada o por trocha, también se tiene comunicación por trocha con los municipios de  Curití, Jordán Sube y el corregimiento de Guane (Barichara)
Además hay muchos senderos o trochas que permiten el acceso con relativa facilidad a la mayor parte del área. Dadas las características topográficas y por ser un área semiplana, todas las veredas tienen acceso  vial, y hay un flujo constante de bienes y personas.

## Organización territorial
El área urbana del municipio de Villanueva se divide en 18 barrios, que son: Prado, Estrellas, Pueblo Nuevo, Amistad, Brisas del Llano, Buenos Aires, Colegio, Cristo Rey, Monserrate, Centro, Jardín, La Esperanza, Nelson Gómez, Portal, San Francisco, Pinos, San Luis y La Gruta. Además existen planes para la formación de nuevos barrios en los alrededores. En cuanto al área rural se cuenta con 13 veredas, las cuales están representadas mediante estrellas en la enseña municipal, y que son: La Lajita, El Choro, Macaregua, Butaregua, Alto de Marta, Aguafria, Carrizal, Hato Viejo, Higueras, Limoncito, El Caucho, El Trigo y El Centro; se cuenta con caminos rurales para acceder a cada una de estas veredas, siendo la más alejada del casco urbano la vereda Butaregua.

## Economía y desarrollo
Este municipio cuenta con un único colegio, el Eliseo Pinilla Rueda, con sede en todas sus veredas y de donde son egresados la mayoría de sus habitantes, también existe el centro de salud Camilo Rueda y una gran ceiba sembrada el 20 de julio de 1952 por Jose del Carmen Becerra.

### Agricultura y ganadería
En cuanto a la agricultura, los cultivos que más se ven son el fique, el fríjol y el tabaco, que explica la presencia de la Philips Morris  y de la Colombiana de Tabaco; el maíz, que ostenta su propio festival y que  desarrolla la iglesia una vez al año, y la piña, que abarca varias hectáreas del municipio.
La ganadería es una fuente de desarrollo para los villanuevas, especialmente la ganadería bovina y caprina, así como la avicultura. Se producen leche, huevos y carne animal para sus habitantes.

### Deporte
En su parte urbana se pueden encontrar una cancha de fútbol, una cancha de microfútbol sintética y cuatro más de microfútbol para el libre uso de sus habitantes, además de existir una cancha anexa a cada una de las sedes del colegio Eliseo Pinilla.

### Industrias y negocios
Históricamente se destacan dos fábricas de chocolate, a pesar de que el cacao no es muy cultivado en este territorio; una pequeña empresa empacadora de agua; una heladería, y desde los años 70 se vienen explotando minas de yeso a pequeña escala en las cercanías de los ríos Suárez y Chicamocha. Hay en el área urbana gran cantidad de supermercados y tiendas de barrio, panaderías, veterinarias y talleres de artesanía de piedra que emplean la famosa piedra Barichara, toda vez que cantidad de este mineral es extraído de tierras villanuevas. 

### Turismo
Hay una buena cantidad de hoteles, restaurantes, miradores, senderismo, pozos y cuevas. Particularmente, en la vereda Aguafría existen glamping alejados de vías para disfrutar la paz de la naturaleza.
Otra forma de hacer turismo en este lugar es visitar uno de los varios miradores que se encuentran ubicados en las veredas de Hato Viejo, El Trigo, La Lajita, Alto de Marta y el Limoncito, desde donde se puede apreciar los cultivos del municipio, las grandes montañas del cañón del Chicamocha y el mismo casco urbano. En el mirador de la vereda del Limoncito existe un punto para la práctica de parapente.
Uno de los lugares para visitar es Las Juntas, la confluencia de los ríos Suárez y  Chicamocha, en la que forman el Río Sogamoso, y que esta aproximadamente a unos 20 kilómetros de carretera destapada. La represa El Común brinda agua potable al municipio.
Los senderistas pueden acceder a varios lugares, entre ellos el Pozo Azul y, el Pozo de los Micos, también se puede llegar a la Cueva del Nitro desde la que, según algunas leyendas, se puede salir a Zapatoca, a la cueva del mismo nombre, mas no se conoce alguien que haya realizado tal hazaña. Existen rutas para recorrer exclusivamente a pie, hasta el municipio de Jordán Sube (16 km), el municipio de Barichara (8 km) y su corregimiento de Guane (10 km). El avistamiento de aves es posible en todos estos trayectos.